# 安藤優一郎
安藤 優一郎（あんどう ゆういちろう、1965年 - ）は、日本の歴史学者。専門は日本近世史（都市史）。

## 経歴
千葉県出身。早稲田大学教育学部社会科地理歴史専修卒業。同大学院文学研究科博士課程満期退学。1999年、「寛政改革期の都市政策: 江戸の米価安定と飯米確保」により、早稲田大学で文学博士取得。国立歴史民俗博物館特別共同利用研究員、徳川林政史研究所研究協力員、新宿区史編纂員、早稲田大学講師、御蔵島島史編纂委員などを務める。

## 不祥事
早稲田大学の非常勤講師であった2001年11月中旬から2002年3月にかけて、早稲田大学の総長室秘書課に勤務する女性職員に好意を寄せ、「好意を寄せている女性の声を聞きたかった」と秘書課に920回もの無言電話をし、偽計業務妨害により2002年4月22日に逮捕された。公衆電話から多い時は、1日50～70回の無言電話をかけたと戸塚署に供述した。

## 著書

### 単著
- 『寛政改革の都市政策―江戸の米価安定と飯米確保』（校倉書房、2000年）
- 『江戸の養生所』（PHP新書、2005年）
- 『観光都市 江戸の誕生』（新潮新書、2005年）
- 『徳川将軍家の演出力』（新潮新書、2007年）「徳川将軍家のブランド戦略」新人物文庫
- 『江戸城・大奥の秘密』（文春新書、2007年）
- 『大岡越前の構造改革 江戸のエリート経済官僚』（日本放送出版協会・生活人新書、2007年）
- 『幕臣たちの明治維新』（講談社現代新書、2008年）
- 『将軍家御典医の娘が語る江戸の面影』（平凡社、2008年）
- 『大名屋敷の謎』（集英社新書、2008年）
- 『幕末下級武士のリストラ戦記』（文春新書、2009年）
- 『娯楽都市・江戸の誘惑』（PHP新書、2009年）
- 『大名庭園を楽しむ お江戸歴史探訪』（朝日新書、2009年）
- 『幕末維新 消された歴史』（日本経済新聞社、2009年）
- 『大江戸お寺繁昌記』（平凡社新書、2009年）
- 『龍馬を継いだ男 岩崎弥太郎』（アスキー新書、2009年）
- 『大名行列の秘密』（日本放送出版協会・生活人新書、2010年）
- 『山手線お江戸めぐり』潮出版社、2010
- 『江戸・東京の歴史と地理』（日本実業出版社、2010年）
- 『鬼平の給与明細』（ベスト新書、2010年）
- 『江と徳川三代』アスキー新書、2010
- 『江戸・東京の歴史と地理 超雑学読んだら話したくなる 江戸の"魅力"がこの一冊で!』日本実業出版社、2010
- 『歴史を動かした徳川十五代の妻たち』青春文庫、2011
- 『勝海舟と福沢諭吉 維新を生きた二人の幕臣』日本経済新聞出版社、2011
- 『江戸っ子の意地』集英社新書、2011
- 『新島八重の維新』青春新書、2012
- 『徳川慶喜と渋沢栄一 最後の将軍に仕えた最後の幕臣』日本経済新聞出版社 2012
- 『世田谷代官が見た幕末の江戸 日記が語るもう一つの維新』角川SSC新書 2013
- 『不屈の人黒田官兵衛』メディアファクトリー新書 2013
- 『山本覚馬 知られざる幕末維新の先覚者』PHP文庫 2013
- 『西郷隆盛伝説の虚実』日本経済新聞出版社 2014
- 『幕末維新消された歴史 武士の言い分江戸っ子の言い分』日経文芸文庫 2014
- 『30ポイントで読み解く吉田松陰『留魂録』』PHP文庫 2015
- 『「関ケ原合戦」の不都合な真実』PHP文庫 2015
- 『「街道」で読み解く日本史の謎』PHP文庫 2016
- 『勝海舟の明治』洋泉社 歴史新書 2016
- 『参勤交代の真相』徳間文庫カレッジ 2016
- 『「幕末維新」の不都合な真実』PHP文庫 2016
- 『大奥の女たちの明治維新 幕臣、豪商、大名ー敗者のその後』朝日新書、2017年
- 『西郷隆盛と勝海舟』洋泉社・歴史新書 2017
- 『西郷隆盛の明治』洋泉社・歴史新書 2017
- 『島津久光の明治維新 西郷隆盛の"敵"であり続けた男の真実』イースト・プレス 2017
- 『西郷どんの真実』日本経済新聞出版社・日経ビジネス人文庫 2017
- 『相続の日本史』日本経済新聞出版社 日経プレミアシリーズ 2017
- 『河井継之助 近代日本を先取りした改革者』日本経済新聞出版社 2018
- 『「絶体絶命」の明治維新』(PHP文庫)2018
- 『江戸のいちばん長い日 彰義隊始末記』文春新書 2018/
- 『30の神社からよむ日本史』 (日経ビジネス人文庫) 2018
- 『江戸の《新》常識』ソフトバンククリエイティブ・SBビジュアル新書 2018
- 『30の名城からよむ日本史』日経ビジネス人文庫 2018
- 『大名屋敷「謎」の生活』PHP文庫 2019
- 『大江戸の飯と酒と女』朝日新書 2019
- 『明治維新 隠された真実』日本経済新聞出版社 2019
- 『江戸の不動産』文春新書 2019
- 『百万都市を俯瞰する 江戸の間取り』彩図社 2019
- 『渋沢栄一と勝海舟 幕末・明治がわかる! 慶喜をめぐる二人の暗闘』朝日新聞出版〈朝日新書〉、2020年。ISBN 978-4-02-295084-0。
- 『江戸幕府の感染症対策 なぜ「都市崩壊」を免れたのか』集英社〈集英社新書〉、2020年。ISBN 978-4-08-721138-2。
- 『大名格差 江戸三百藩のリアル』彩図社、2020年。ISBN 978-4-8013-0493-2。
- 『春画でわかる江戸の性活』宝島社〈TJ MOOK〉、2021年。ISBN 978-4-299-01407-8。
- 『お殿様の定年後』日経BP社〈日経プレミアシリーズ〉、2021年。ISBN 978-4-532-26455-0。
- 『東京・横浜 激動の幕末明治』有隣堂・有隣新書、2023年12月

### 共著
- 『東北を置き去りにした明治維新 戊辰戦争の謝罪なしに、日本の融和はない』星亮一共著 文芸社、2017

### 監修
- 『古地図 読み方・楽しみ方 時代を遡る「今昔」探訪をもっとディープに味わう!』監修 メイツ出版 2013
- 『江戸の色町遊女と吉原の歴史 江戸文化から見た吉原と遊女の生活』監修 カンゼン 2016
- 『日本の名将365日』監修 辰巳出版 2020